# Epiphragma nigrotibiatum
Epiphragma nigrotibiatum är en tvåvingeart som beskrevs av Alexander 1931. Epiphragma nigrotibiatum ingår i släktet Epiphragma och familjen småharkrankar. Inga underarter finns listade i Catalogue of Life.